# Čapský důl
Čapský důl je jedním z údolí v severní části Kokořínska, v jižní části okresu Česká Lípa. Má dvě větve, mezi nimiž je skalní masiv Čapu. Důl i krajina kolem jsou na území Chráněné krajinné oblasti Kokořínsko – Máchův kraj a součástí Dokeské pahorkatiny.

## Popis dolu
Od vesničky Pavličky (ta je 3 km západně od Dubé) vedou podle skal směrem na severozápad zalesněnou krajinou souběžně dvě turisticky značené cesty. Zhruba 1 km od Pavliček je rozcestník vyznačující počátek Čapského dolu, kde se trasy rozdělují. Pravá žlutá vede přes Malý Čapský důl k Zámeckému vrchu a rozcestí Pod Čírem. Levá modře značená vede spolu s cyklotrasou 0058 skrz Velký Čapský důl. Mezi těmito dvěma větvemi se vypíná postupně se zvyšující členitý skalní hřeben porostlý zejména borovicemi, zakončený plošinou se skalní palicí Čap v nadmořské výšce 387 metrů, vedle níž stál i stejnojmenný hrad. Jsou z něj malé zbytky. Skalní hřeben je tvořen kvádrovým kaolinickým, zčásti křemenným pískovcem. Nad Velkým Čapským dolem byl hrad o 100 metrů výš. Skalní stěna tvoří místy až tři pískovcová patra se škrapy, výklenky a převisy.

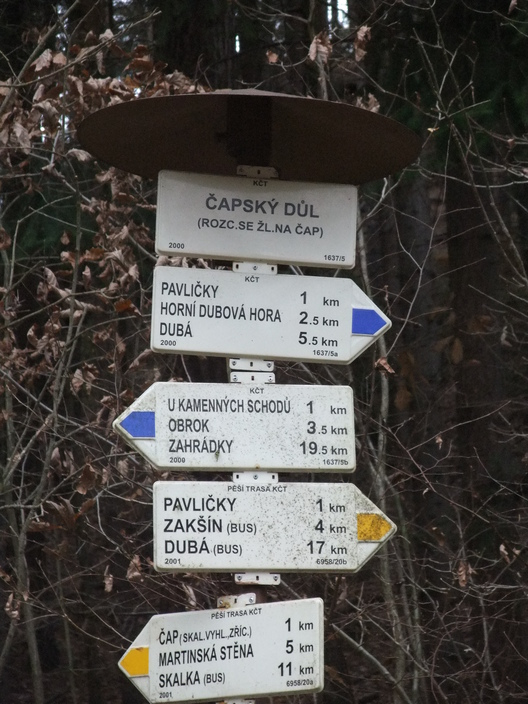
Rozcestník na začátku Čapského dolu

Ze západní strany křižuje modrou trasu zelená, po níž lze na Čap vystoupat. Obě části dolu se na severu nespojují, vedou odlišným směrem pod řadou dalších skalních hřebínků.

## Vlastnické vztahy
Krajinu kolem Dubé včetně Čapu vlastnili od 14. století Berkové z Dubé. Po nich sdílel i tento důl osudy dalších vlastníků Dubé. 
Nyní větší část Malého Čapského dolu spadá do katastru 791 227 Zátyní, z jihu je katastr 771 287 Pavličky. Západní část Velkého Čapského dolu náleží do katastru 771 309 Tuháň.

## Ochrana přírody
Důl i jeho okolí jsou součástí území Chráněné krajinné oblasti Kokořínsko – Máchův kraj. Zhruba 1,5 km od Čapského dolu je chráněná přírodní památka Kostelecké bory. 